# Textilní průmysl v českých zemích
Textilní průmysl v Česku je odvětví ekonomiky, které se na území dnešní České republiky zabývalo a zabývá strojovou výrobou textilií organizovanou průmyslovým způsobem.

## Historie

### Středověk a vývoj do konce 18. století
V preindustriálním období patřili k prvním řemeslným výrobcům textilií pláteníci a soukeníci, kteří směli (jen ve městech, kde byli svobodnými občany) vyrábět textilie ve vlastních dílnách. V českých zemích se asi od 13. století organizovali v ceších. Cechy poskytovaly svým členům ochranu před konkurencí, ale jako podnikatelé byli značně omezeni např. tím, že směli vlastnit maximálně dva tkalcovské stavy a zaměstnávat jen jednoho učně. Cechy se také dlouho bránily proti vzniku manufaktur, které byly mnohem produktivnější než domácké tkalcovny nebo úpravny sukna. (V Rakouském mocnářství byly cechy zrušeny zákonem teprve v roce 1859 a nahrazeny živnostenskými komorami.)
K prvním zakladatelům manufakturních dílen patřili příslušníci nižší šlechty. Nejstarší textilní manufakturu v Čechách založila asi v roce 1678 hrabata ze Stadionu ve Kdyni na Domažlicku. V provozu manufaktury bylo zaměstnáno asi 500 námezdních dělníků a 6000 samostatných domáckých výrobců pracovalo pro manufakturu na zakázku. Během 18. století vzniklo v Čechách a na Moravě několik desítek textilních manufaktur organizovaných podobně jako ta kdyňská. Zakladateli byli většinou šlechtici (Kinští, Valdštejnové a další) a bohatí obchodníci, kterým poskytovala vláda rakouského mocnářství výhodné podmínky pro podnikání. Manufaktury často zaměstnávaly cizí odborníky (hlavně z Německa), kteří zavedli nové techniky a výrobu nových druhy zboží.
Koncem 18. století se v českých zemích zabývalo textilní výrobou v manufakturách a domáckých dílnách asi 680 tisíc lidí. Podle tehdejšího rozdělení na obory: 1/2 plátenictví (výroba a příp. potiskování jednoduchých lněných a konopných tkanin), 1/3 soukenictví (tkaní a úprava výrobků převážně z mykané vlny), pod 10 % bavlnářství (jemnější tkaniny z ručně předené bavlny).

### 19. a 20. století
Za první průmyslový provoz v textilním oboru ve střední Evropě je považována Leitenbergova přádelna, která začala s výrobou (asi 25 let po Anglii) v roce 1797 ve Verneřicích. Přádelnické stroje měly být zhotoveny podle výkresů ilegálně dovezených z Anglie.
Přechod od rukodělné k převážně strojní výrobě trval u některých technologií až 30 let. Např. v přádelnách bavlny byl ukončen asi v roce 1830, bavlnářských tkalcovnách 1870 a ve lnářských přádelnách teprve v roce 1910.
Bibliografie dějin českých zemí obsahuje několik desítek jmen textilních podnikatelů, zčásti včetně životopisů. Byli to zakladatelé podniků, které se rychle rozrostly a zčásti zůstaly ve vlastnictví jejich potomků až do poloviny 20. století.
V roce 1902 bylo v Čechách, na Moravě a ve Slezsku v provozu 10520 textilních továren a živnostenských podniků s 292 000 zaměstnanci (asi 25 % z celkového průmyslu) a asi 118 tisíc domáckých textilních dílen (výroba výšivek, krajek a prýmků). V té době sice existovalo asi 10 podniků s více než 1000 zaměstnanci, ale 90 % firem vyrábělo v malých dílnách s maximálně 5 dělníky. Podle tehdejšího rozdělení pracovalo asi 50 % textiláků v bavlnářství, 31 % ve vlnařství, 16 % ve zpracování lýkových vláken a 3% v hedvábnictví.

### Významné rodiny v textilním průmyslu
Mezi podnikatele v textilním průmyslu v českých zemích, zejména v severních a západních Čechách patřilo mnoho podnikatelských rodin a některé šlechtické rody. Mezi nejvý znamnější patřili Kinští, Valdštejnové, Bartoňové z Dobenína, Larischové, dále rodiny Liebiegů na Liberecku, Dittrichové, Leitenbergerové či Karl Hielle na Krásnolipsku. Významnou roli hráli také dále židovští podnikatelé Joss & Löwenstein, rodiny Porgesové z Portheimu či Löw-Beerové, Stiassni nebo Gomperzové na Moravě a další.

### Období první republiky
Na začátku 20. století byli podnikatelé ve své obchodní a finanční politice značně závislí na Vídni, kde bylo sídlo všech významných bank a velkoobchodu. V roce 1920 byl vydán tzv. nostrifikační zákon, podle kterého měly mít všechny firmy vyrábějící v českých zemích své sídlo na území Československa, aby se dosáhlo samostatnosti ekonomiky. Opatření ovšem negativně ovlivnilo zahraniční investory, takže textilnímu průmyslu chyběl kapitál k modernizaci. Z textilních výrobních kapacit Rakouské monarchie se nacházelo více než 80 % v Čechách a na Moravě (75 % přádelen a více než 90 % tkalcoven). Po jejím rozpadu se zmenšil vnitřní trh pro textilie asi o 2/3. Vývoz jako částečná náhrada se sice značně zvýšil (ze 6% za monarchie na 55-65 % z celkových tržeb), po celosvětové hospodářské krizi se však klesl objem textilního vývozu z 207 milionů USD (cca 10 % z hrubého národního důchodu) na 70 milionů USD a nedosáhl pak ani do konce 30. let 100 milionů.
V roce 1930 vykazovalo 3526 českých textilních firem 296 tisíc zaměstnanců.
Vlivem krize se snížila výroba do roku 1933 na 63 % a teprve 1937 dosáhla úrovně z roku 1929. Krize mimořádně těžce postihla pohraniční oblasti s převahou německého obyvatelstva, což velmi negativně ovlivnilo jeho poměr k československému státu. K výjimkám patřila firma Kunert ve Varnsdorfu, která se koncem 30. let s výrobou 100 000 párů denně stala největším výrobcem punčoch v Evropě.

### Období Protektorátu
Jedno z prvních opatření po obsazení Čech a Moravy německou armádou bylo zabavení veškerého majetku Židů žijících na obsazeném území a výhodné odkoupení zabavených nemovitostí občany německé národnosti.
Německá okupační moc (formálně protektorátní vláda) podporovala výhradně zbrojní průmysl, ve kterém se výroba zvýšila až na dvojnásobek, zatímco textilní podniky se nesměly zakládat ani rozšiřovat. Nedostatek surovin, který se rok od roku stupňoval, ochromoval textilní výrobu, strojní zařízení nebylo obnovováno, personál byl zčásti nuceně přeřazen do válečné výroby.

### Po roce 1945
V roce 1945/46 byly zabaveny státem všechny textilní firmy patřící německým podnikatelům (včetně netextilních celkem 4000). Na podzim 1945 bylo podle dekretu prezidenta Beneše znárodněno také 524 z 2375 československých textilních podniků. Týkalo se firem českých a slovenských majitelů s více než 400 zaměstnanci.
Takže se pod kontrolu státu se dostala více než polovina výrobních kapacit a asi 3/4 pracovníků v textilním průmyslu. Z významných podniků bylo ve vlnařském průmyslu z 31 firem skoro polovina na Brněnsku a Liberecku, z 37 bavlnářských skoro polovina v severovýchodních Čechách. Téměř polovina z 18 lnářských firem byla na Jesenicku, z 10 pletařských podniků byla většina v oblasti Krušných hor.
Ještě před únorem 1948 žádali zaměstnanci některých textilních závodů vládu, aby např. zestátnila všechny, i ty nejmenší přádelny. Po převzetí moci komunisty bylo v průmyslu zákonně povoleno soukromé podnikání firmám s maximálně 50 zaměstnanci. Hned od začátku roku 1948 byly však zestátněny malé firmy, které byly do té doby pod "národní správou". (Např. do národního podniku Seba v Tanvaldu bylo "začleněno" 14 firem s méně než 50 zaměstnanci s celkovou hodnotou majetku cca 350 milionů Kčs.)
Československý stát řídil asi od roku 1949 jako jediný podnikatel v textilním průmyslu výrobu rozmístěnou původně v cca 1200 závodech. Závody byly (zpravidla) podle druhu finálních výrobků (např. bavlněné tkaniny, oděvní pleteniny, koberce) organizačně spojeny asi do 50 národních podniků, které ovšem neměly žádná podnikatelská práva. Druhy a množství výrobků, náklady a investice určovalo příslušné ministerstvo v Praze. Velká část strojového vybavení byla starší než 30 let, na nové stroje chyběly státu devizy. Teprve v 60. letech byla v českém a východoněmeckém strojírenství vyvinuta část textilních strojů na přijatelné technické úrovni. V českém textilním průmyslu bylo v té době zaměstnáno asi 180 tisíc lidí. Výroba byla zaměřena především na zásobení vnitřního a východoevropského trhu standardními, často zastaralými druhy textilií. Objem výroby se ve 40 letech státního monopolu zvýšil např. u tkanin na 1,5 až dvojnásobek.

#### Textilní podniky[26]
- výrobci materiálů: n. p. Textilana Liberec (původně Liebiegovy závody), Sukno Humpolec, Mosilana Brno, Karnola Krnov, Fezko Strakonice, Vigona Svitavy, Vlněna Brno, Tipa Dvůr Králové, Hedva Moravská Třebová, Veba Broumov, Seba Tanvald (zkratkové slovo z názvu Severočeské barvírny; pobočky: Vysoké nad Jizerou[27] aj.), Kolora Semily, Jitka Otín, Tepna Náchod, Perla Ústí nad Orlicí, Benar Benešov nad Ploučnicí (Benešovský národní podnik)[28], Gumotex Břeclav; Jitex Písek, Tylex Letovice, Vitka (Schindlerova továrna, původně Löw-Beerova textilní továrna) Brněnec, Orban Žamberk, MITOP Mimoň (výroba netkaných textilií), Schindlerova pletárna v Krásné Lípě, Elite Varnsdorf, Krásná Lípa, Tosta Aš, Ohara (později n. p. Textilana) Aš, Krajka Aš, Kovo Aš, Metaz Aš.
- na Slovensku: Merina Trenčín, Polana Opatová, BZVIL Ružomberok, Slovena Žilina,
- výrobci oděvů: n. p. OP Prostějov, Kras Brno, Severka Cvikov, Otavan Třeboň, Pragooděv Praha, Triola Praha, Šumavan Vimperk, Šohaj Strážnice; knoflíky: Knoflíkářský průmysl Žirovnice, Koh-i-noor Waldes (výrobce patentek)

### Po roce 1989
V roce 1990 bylo v českém textilním průmyslu v 98 státních podnicích zaměstnáno asi 200 000 lidí. Výroba tkanin (v milionech m2): bavlnářské 485, vlnařské 50, lnářské 90, hedvábnické 70, netkané textilie 90.
Export textilií: celkem 11,5 miliard Kčs, z toho SSSR 22 %, Německo 8 %, Francie 1,6 %, Rakousko 1,1 %. Hodnota importu byla přibližně stejná.
Po roce 1989 se v důsledku tzv. kuponové privatizace většina státních podniků stala majetkem investičních společností, které patřily zpravidla bankám. Jen nepatrná část nových podniků vznikla na základě restitucí bývalých majitelů. Jedná se jen o malé závody s několika desítkami zaměstnanců.
Podmínky pro podnikání v textilním sektoru byly velmi nepříznivé zejména proto, že české výrobky byly náhle, bez jakékoliv ochrany vystaveny globalizaci (především asijské konkurenci), přístup k finančním zdrojům byl značně ztížený, produktivita práce byla nižší než průměr a přizpůsobivost k nově vytvořeným trhům byla nízká.
Po značném snížení výrobních kapacit a velkých změnách podnikatelské struktury (např. příze na prodej a vlněné tkaniny se přestaly vyrábět, výroba pletenin se snížila na polovinu, tkaniny s vysokým podílem syntetických filamentů téměř zcela nahradily bavlněné výrobky ) se zkonsolidovala česká textilní výroba tak, že ve 2. dekádě 21. století s cca 20 tisíci zaměstnanci dosahuje roční tržby cca 1,9 miliardy €. Asi 4 % podniků je pod zahraniční kontrolou, ty se však podílely z téměř 50 % na celkových tržbách. Podíl vývozu dosahuje až 75 % (z toho 9/10 do EU).
Výroba se zaměřuje stále více na technické textilie. V roce 2017 vykázalo 32 největších výrobců se 16 tisíci zaměstnanci tržby ve výši 1,7 miliardy €. První místo v tabulce zaujímá už po několik let firma Juta ve Dvoře Králové, která je od roku 2005 v osobním vlastnictví podnikatele Hlavatého.

## Galerie

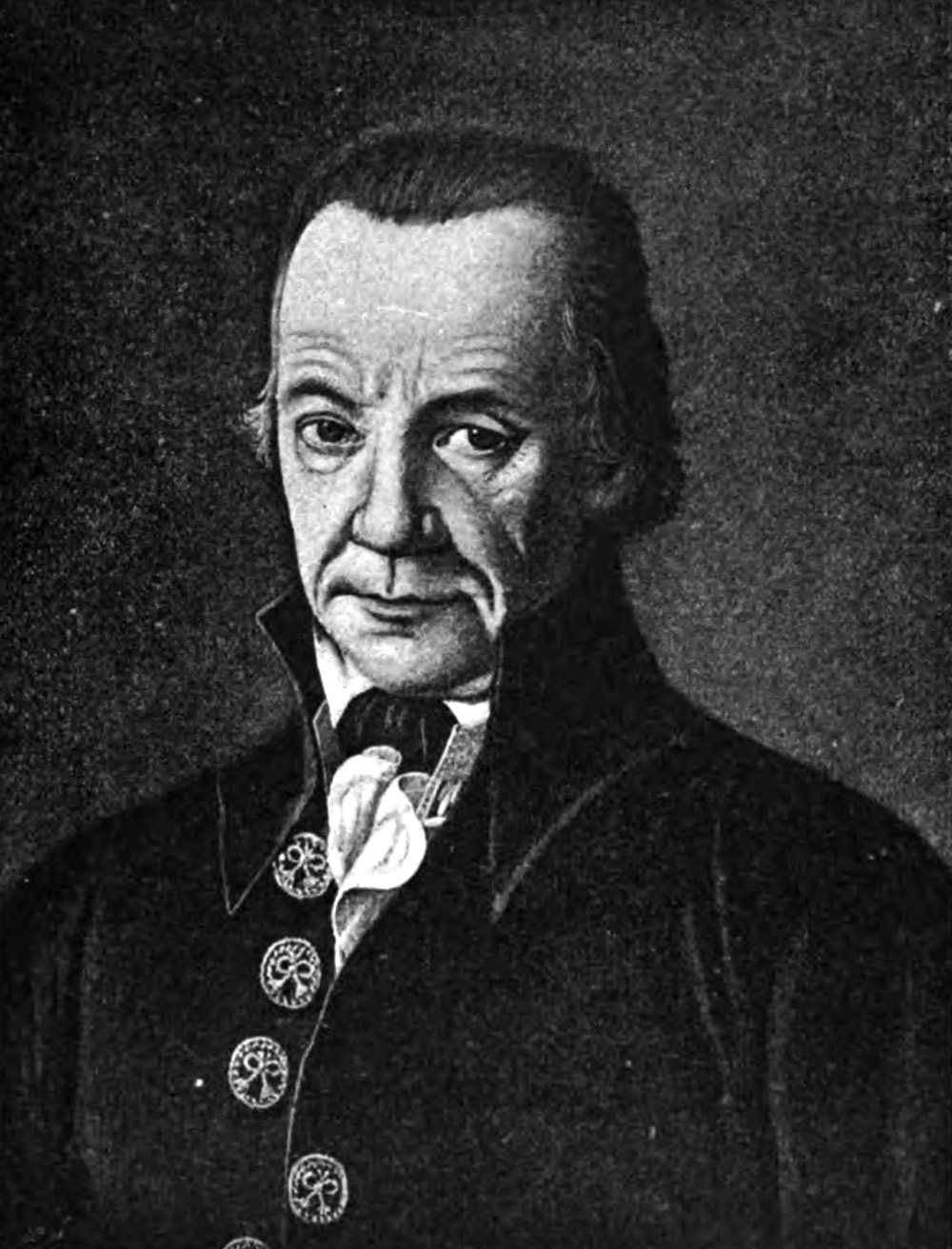
Johann Josef Leitenberger (1730-1802) zakladatel první mechanické přádelny v Čechách
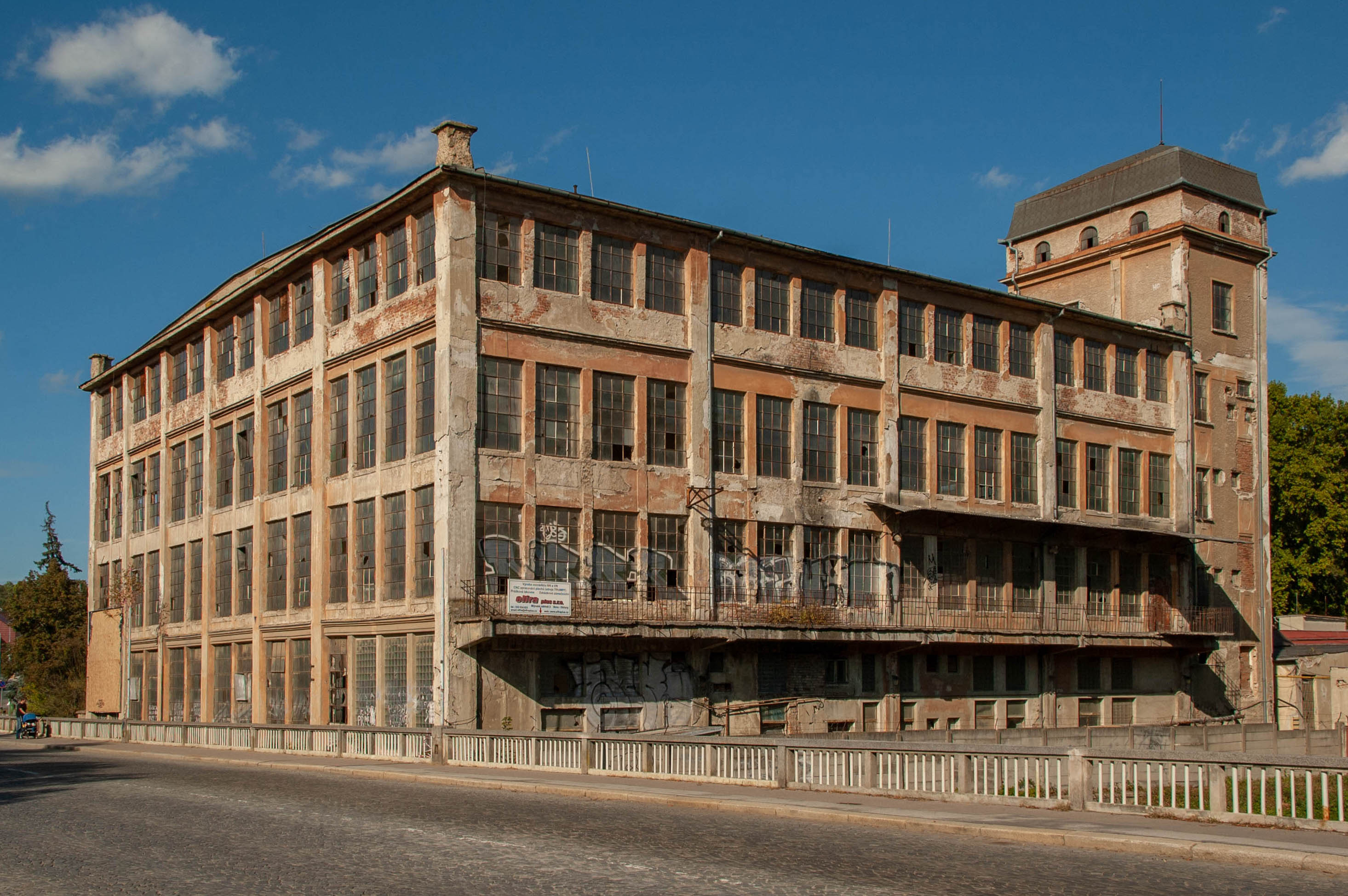
Přádelna firmy Essler v Brně-Obřanech založená v roce 1867
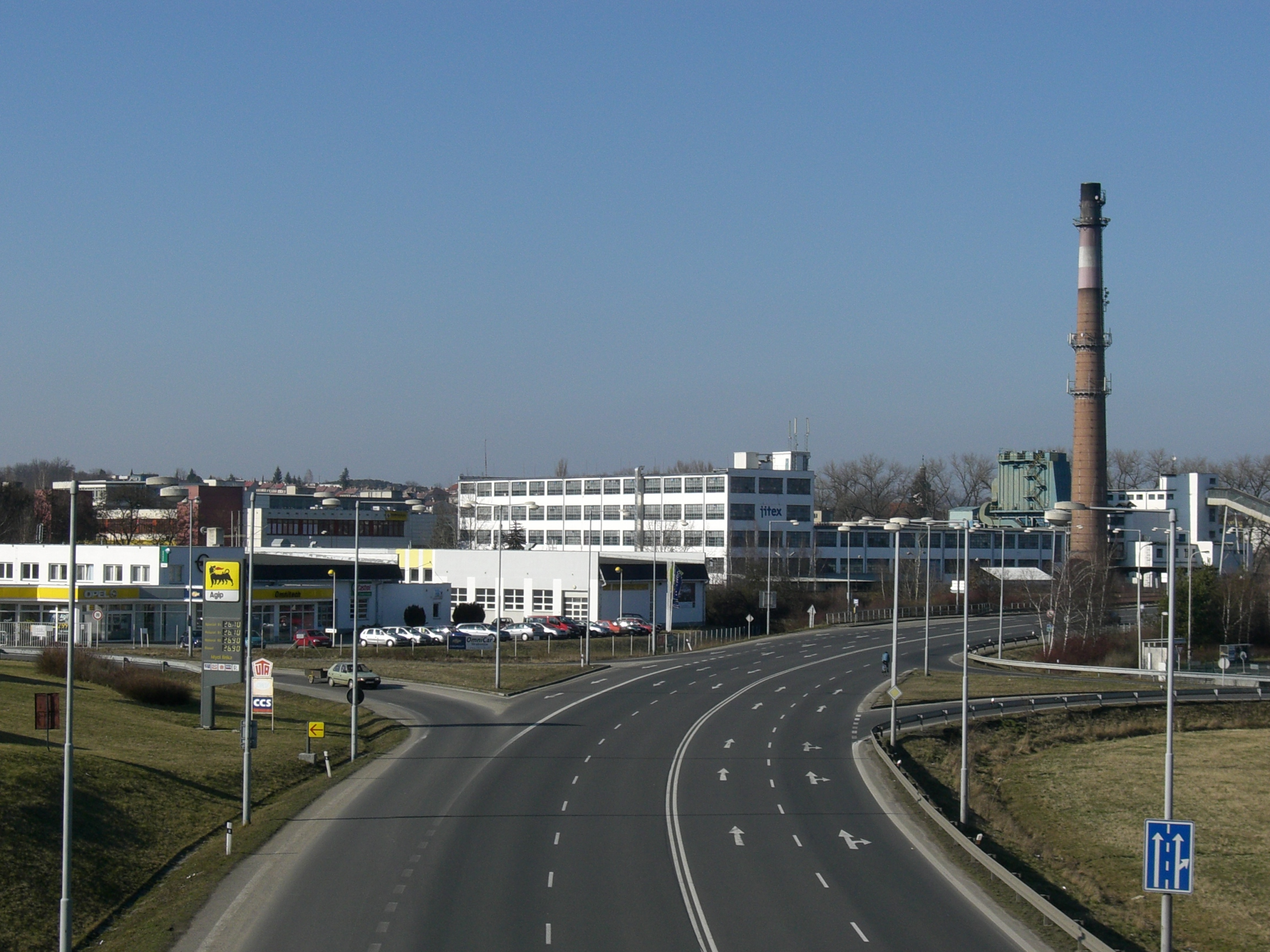
Pletařský kombinát Jitex v Písku vybudovaný československým státem v polovině 20. století
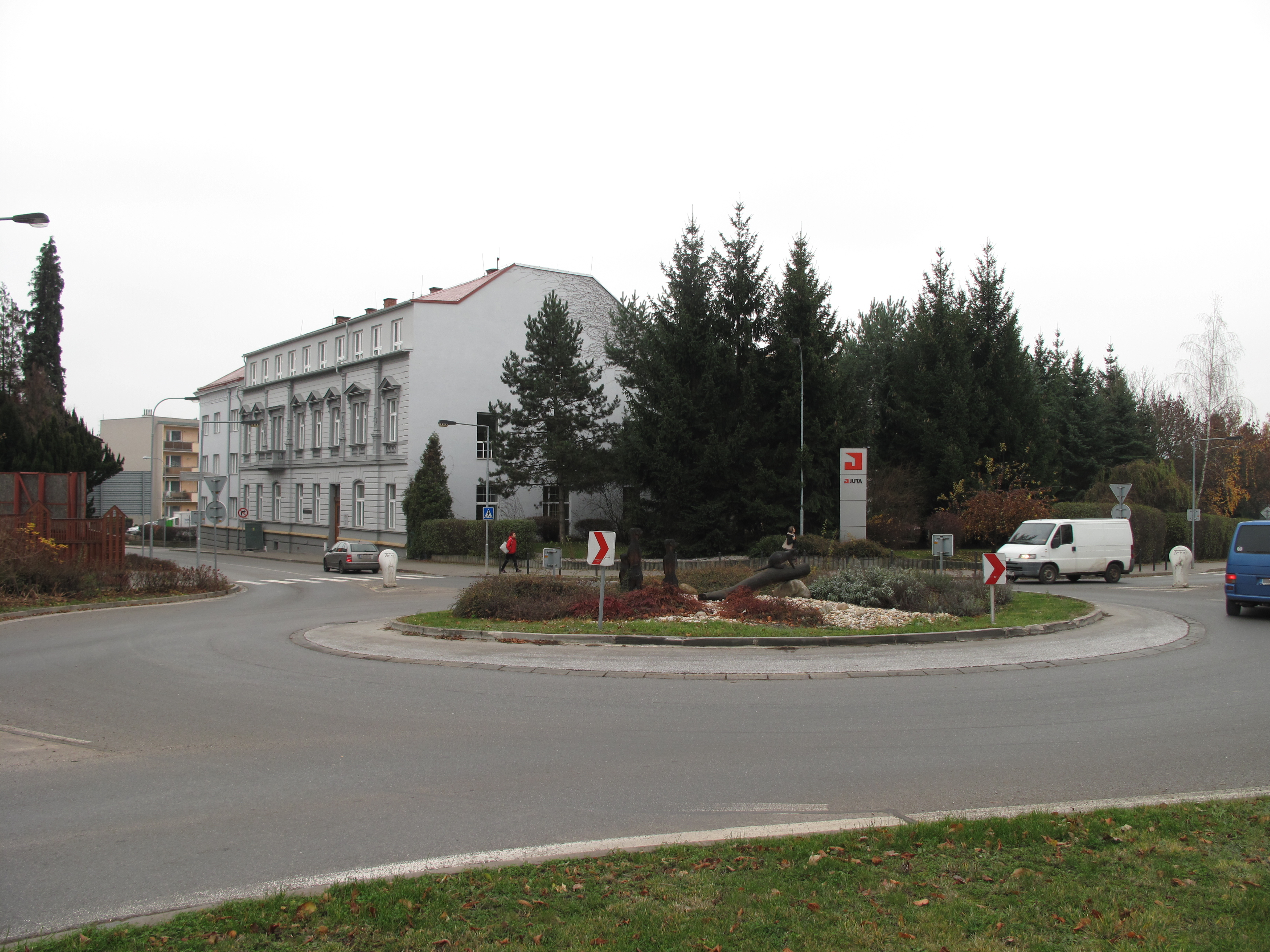
Správní budova největšího českého textilního podniku Juta ve Dvoře Králové (2016)
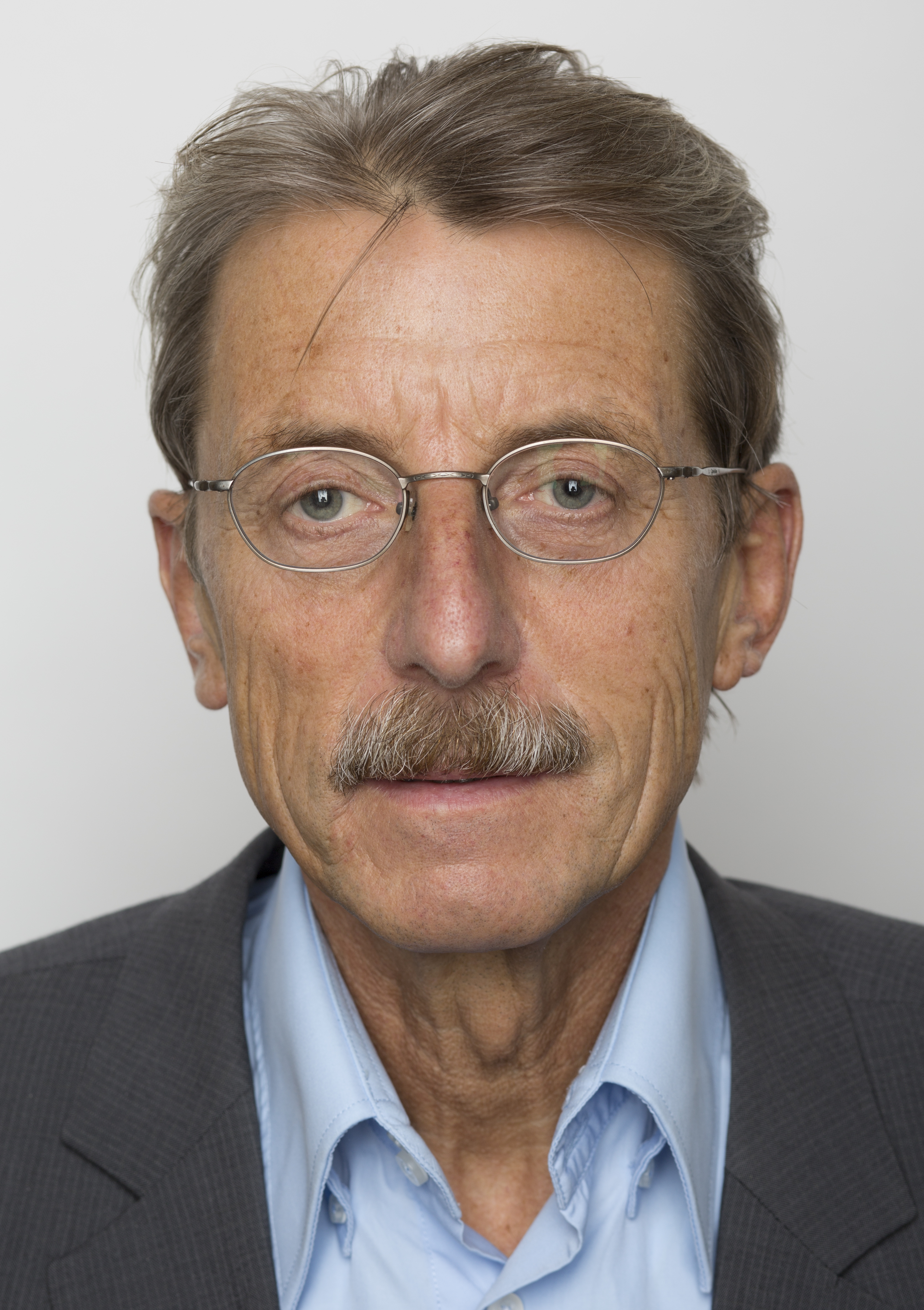
Jiří Hlavatý, podnikatel a politik, majitel firmy Juta
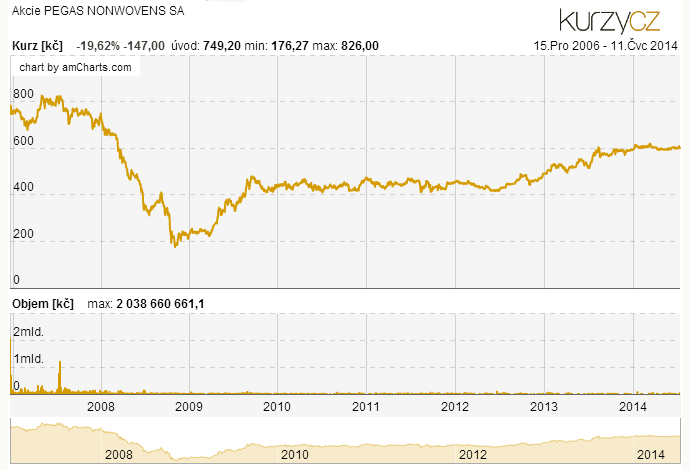
PEGAS NONWOVENS - jedna z největších českých textilek na pražské burze (2014)
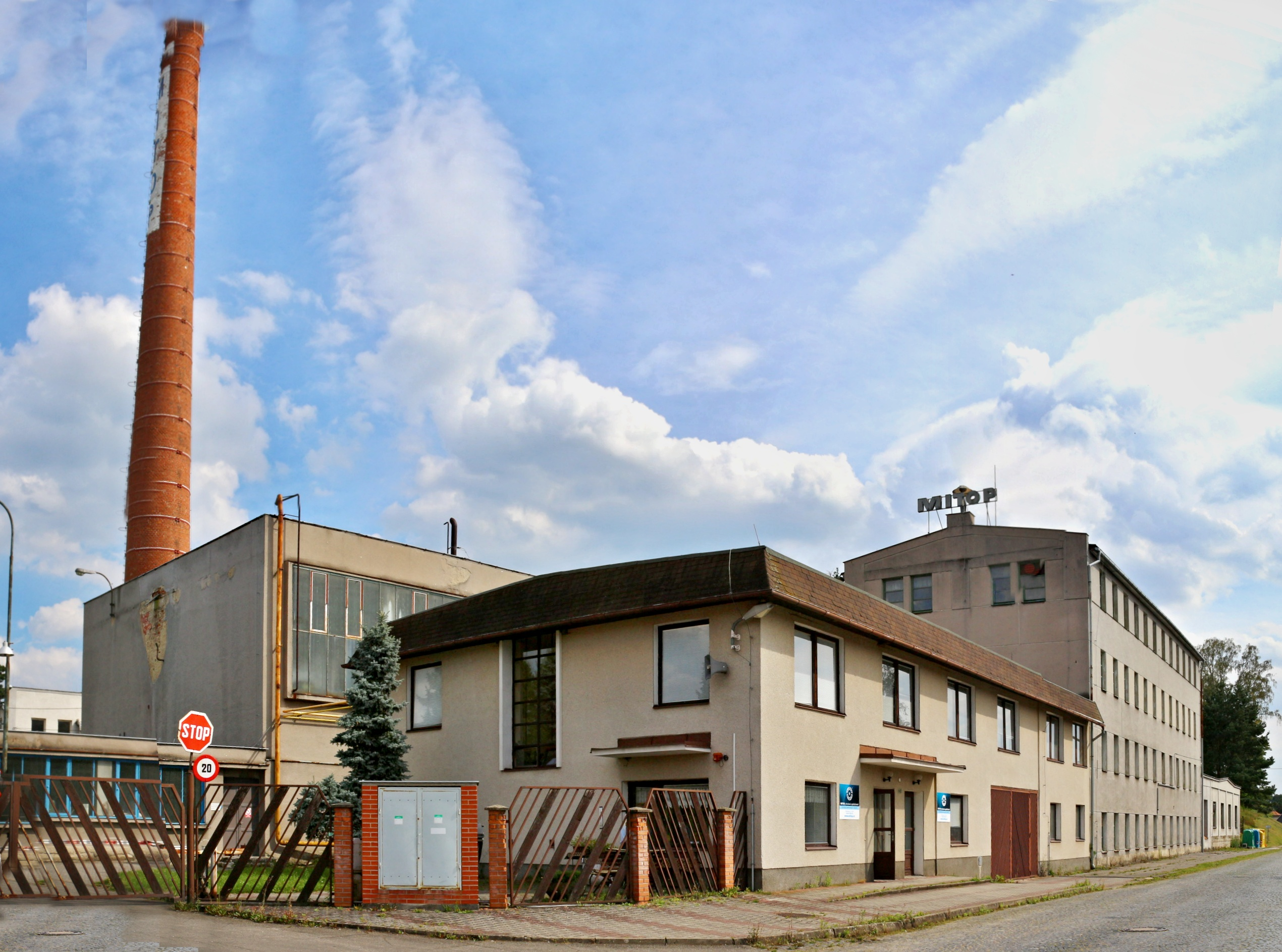
Továrna MITOP v Mimoni na výrobu netkaných textilií
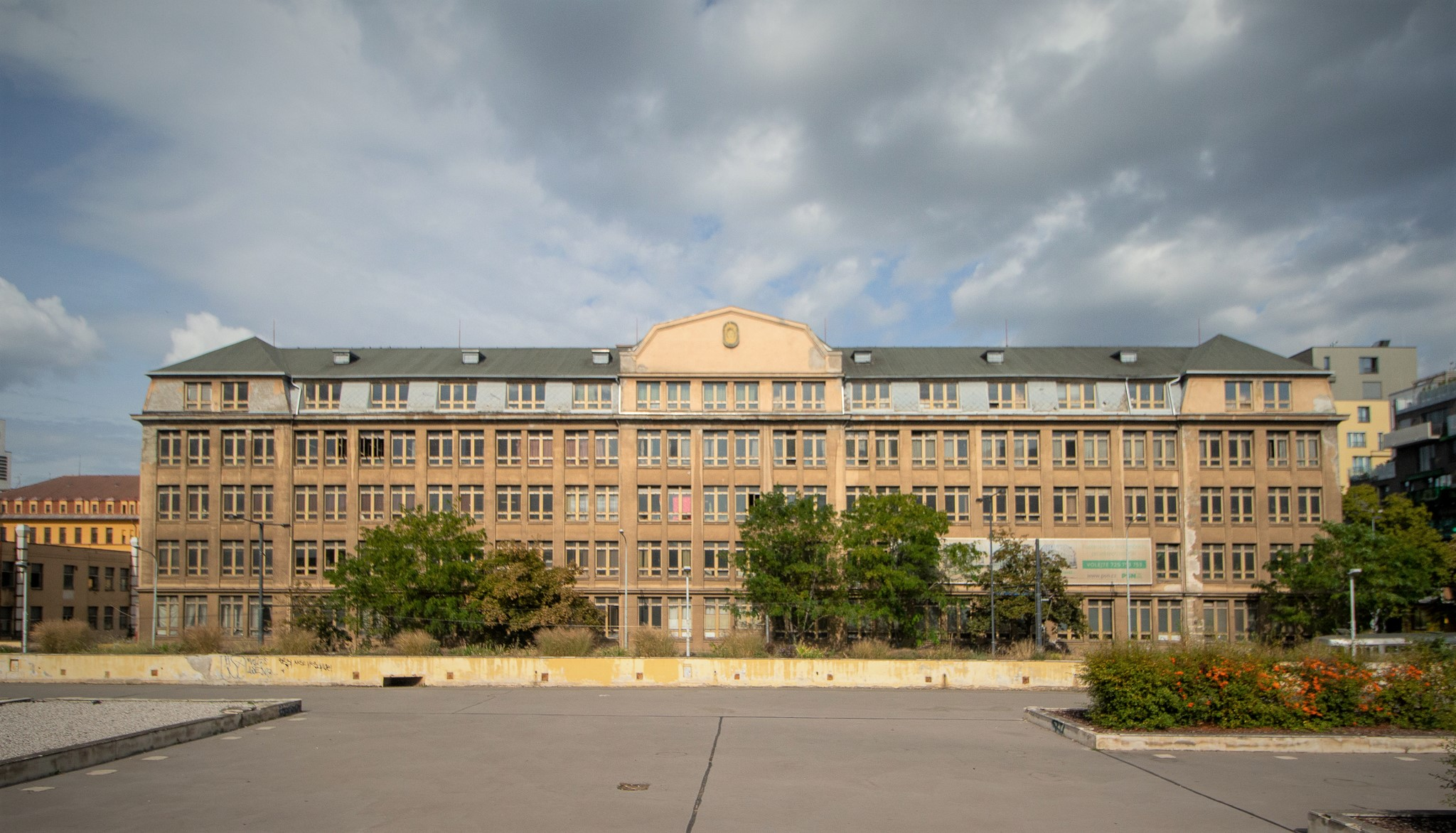
Koh-i-Noor Waldes Praha-Vršovice
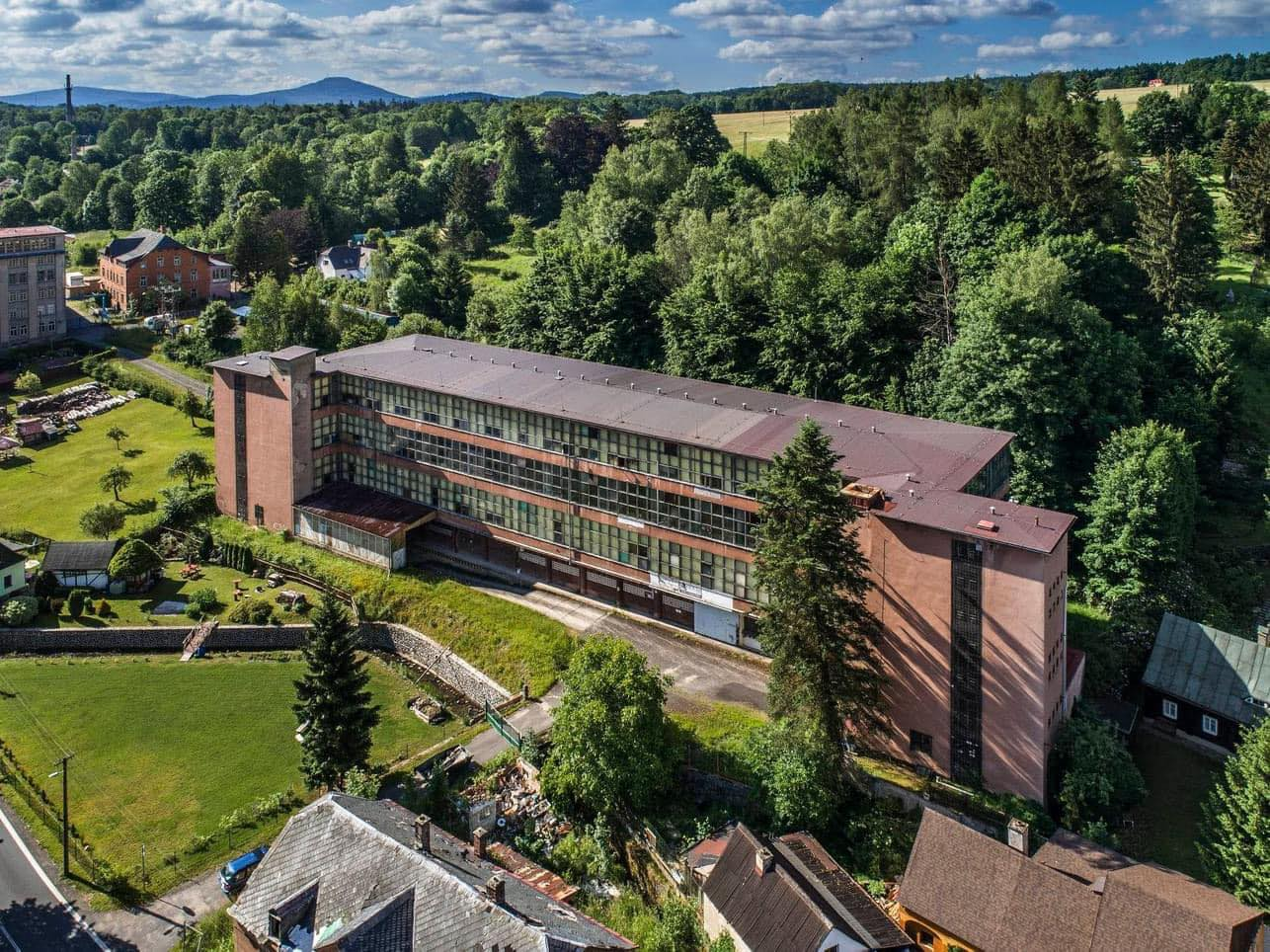
Schindlerova pletárna v Krásné Lípě